# Войновский, Пётр Александрович
Пётр Алекса́ндрович Войно́вский (укр. Петро Олександрович Войновський; 8 сентября 1913, Становцы Долишни — 6 апреля 1996, Нью-Йорк) — украинский военный и политический деятель, командир Буковинского куреня.

## Биография

### Семья
Отец — Алексей-Тимош Войновский, служил на границе (в м. Бояны) в ранге сотника и был родом из села Самушин Заставновского района, а мать — Каролина-Ирина Сигланик, была портнихой, родом из города Серет Южной Буковины Многочисленные родственники многодетных семей отца и матери жили в разных городах и селах Буковины. После бедствий войны, в начале 1918 г., семья Войновских снова возвращается в родной дом в Серете. В румынский период отец был активным участником легального и подпольного украинского образовательно-культурной жизни на Буковине, подвергался притеснениям со стороны румынских властей, впоследствии был лишен гражданства Румынии (за подготовку восстания в 1919 г.).

### Детство и юношество
Детство проходило преимущественно в Серете. Город Серет в то время было значительным центром украинской культурной жизни с преимущественно украинским населением. Примерно в 1921 году семья переезжает в Черновцы и его отдают в украинскую школу. Впоследствии из-за распоряжения румынских властей переведен в румынской гимназию «Арон Пумнул» (за использование украинского языка в гимназии могли наказать и исключить из неё). Был членом румынской скаутской организации «черчеташей», пел в хоре и рисовал.
С началом 30-х годов активно развивает тайный Пласт. В конце лета 1932 года, узнав о Голодоморе в Украине, печатал и распространял с друзьями-пластунами листовки и брошюры о голоде и терпениях украинского народа. В июле-сентябре 1933 организовал водный поход на самодельной чайке, Прутом к Дунаю, а затем до Чёрного моря.
В июне 1932 г. стал членом ОУН. В рамках организации проходил обучение (укр. — «вишколи»); был участником легальных политических акций, в том числе перед польским консульством (в знак протеста против арестов украинцев в Галичине); собирал деньги для поддержки организации.

### В румынской армии
С 1934 г. по январь 1936 г. служил в румынской армии и получил военную специальность — топография и картография в штабной академии. Особые успехи в военном обучении и службе в армии предусматривали возможность преподавания в военной академии, доступ к военным тайнам и прекрасную карьеру офицера королевской гвардии Румынии при одном условии: изменить имя на «Петру Войниску». Как член ОУН (с 1932 г.), получил разрешение от руководства остаться в армии, но он отказался изменить фамилию и был демобилизован.
После армии находит работу в нефтедобывающей компании, экстерном получает инженерное образование в Немецкой Высшей Электротехнической Школе. В 1937 году Петр Войновский женится на Натальей Нижанкивской, а в 1938 году у него рождается дочь Оксана.

## Вторая мировая война

### 1939—1941
После начала Второй мировой войны мобилизован в румынскую армию как резервист-поручик. Перед вступлением советской армии на Буковину, в ночь с 27 на 28 июня 1940 года провел операцию и завладел оружием и амуницией румынских инженерных частей, которые отступали. С 1940 г. — военный референт ОУН, а после ареста НКВД руководителя ОУН на Буковине Виктора Кулишира, начинает выполнять его функции. Дважды попадал в руки НКВД. После раскола в ОУН примкнул к фракции А. Мельника.

### 1941—1945

#### Формирование Буковинского куреня
После начала войны между Германией и СССР, и отступлением советских войск из Буковины совместно с подпольем начал занимать украинские населенные пункты и устанавливать украинскую администрацию в городах и селах. Вскоре пришедшие румыны объяснили Войновскому, что таким, как он, они не рады. Румыны объявили, что вся Буковина по согласованию с немцами переходит под их контроль, так что никакие украинские националисты им тут не нужны и ловить им тут нечего, а если хотят создавать украинское государство, пусть уходят в УССР. Войновскому дали время на то, чтобы собрать добровольцев со всей Буковины и уйти вместе с ними. 28 июня 1941 года он провел переговоры с немецкой администрацией (ген. Альфред фон Екль), по формированию групп для борьбы с большевиками. В результате чего было сформировано «походную группу», которая отправилась на восток в Киев.

#### Отношение сОУН(б)
Отношение Войновского к расколу в ОУН было отрицательное, и он считал правильным остаться на стороне преемника Евгена Коновальца — Андрея Мельника. Между бандеровцами и мельниковцами со временем нарастала вражда. В своих воспоминаниях Войновский описывает, как бандеровцы препятствовали движению Буковинского куреня до Киева. В августе 1941 года был убит Николай Сциборский (которого по одной из версий убили бандеровцы, по другой — НКВД) и Войновский прибыл с частями Буковинского куреня на похороны. По некоторым источникам (пробандеровской фракции) жертвой Войновского в Николаеве над Бугом стал Богдан Бандера, хотя источников, свидетельствующих о пребывании Войновского в Николаеве на данный момент нет. Кроме того Буковинскому куреню, руководителем которого был Войновский, было приказано действовать в центральных и восточных областях Украины, а не на юге, где уже действовали другие походные группы. В дальнейшем борьба между двумя ОУН перейдет в мемуарную войну.
Немцы отрицательно относились к междоусобной борьбе двух фракций ОУН, Войновского предупредили, что ему лучше покинуть Киев, что он и сделал накануне начавшихся облав.

#### Еврейские погромы на Буковине
По информации из советских архивов, после выхода советских войск в начале июля 1941 года произошли еврейские погромы в селах (Банилове, Карапчив, Шишковцы, Лужанах, Неполоковцах, Васлововцах и ряде других сел) Черновицкой области. Преступления в с. Милиево приписывают П.Войновскому, а идеологической тоталитарной системе было выгодно очернять националистов.

#### Буковинский курень и Бабий яр
Дискуссионной темой в историографии является участие Буковинского куреня в расстреле евреев в Бабьем Яре в сентябре 1941 г. Существуют разные мнения. Долгое время считалось, что бойцы Буковинского куреня принимали участие в расстреле евреев в Бабьем Яре. Важную роль в установлении истины играет дата прибытия Буковинского куреня в Киев (до или после расстрелов). По данным современных исследований Буковинский курень прибыл в Киев ориентировочно в конце октября — начале ноября.
По воспоминаниям Михаила Марченко, солдата Красной армии, Буковинский курень прибыл в Киев 28 октября 1941:
29 октября произошло соединение с Буковинским Куринем, на ч. 15 ул. Короленко, день перед этим прибывший из Буковины, возглавлявший Петр Войновский. Здесь мы лучились в этих кошарах, где задержался НКВД в советское время, перед площадью Богдана Хмельницкого и Святой Софией. Здесь между тем мы являемся под названием Киевско-Буковинский Курень, числом до полутора тысяч человек. Сотник Захвалинский и Куренный Войновский распределяют некоторые части людей за пределами Киева на должности новой полиции в Чернигов, Васильков, Белую Церковь и другие районы.

Также один из организаторов киевской полиции — Анатолий Конкель, организационное псевдо «Ксенон», в отчете от 18 июля 1942 г., писал следующее: 
В половине ноября приехали из Бердичева буковинцы из которых был создан второй курень. Тогда первый курень был назван кур[ень] «Киев», которого стал комендантом пор[учник] О., второй курень получил название кур[ень] «Буковина», которого стал комендантом пор [учник] В., ср [учник] В. работал в курене «Киев», в который был взят позже кур[ень] Буковина до конца июня. 

#### Деятельность в Украинской Национальной Раде
Был назначен военным референтом Украинской Национальной Рады, формировал законспирированные батальоны, отправлял людей в УПА Т. Бульба-Боровца. После переезда провода УНР во Львов работал в военной референтуре ОУН (м) в Западной Украине. После перевода 115 и 118 батальйонов на Запад, и их переход на сторону французов начинается новый виток репрессий против националистов. Войновского арестовало гестапо и отправило в тюрьму. В конце войны он тяжело болеет.
В 1945 году бежал в американскую зону оккупации.

## Эмиграция
С 1949 года переезжает в США, работал в электрокомпании, с 1979 года на пенсии. Участвовал в восстановлении деятельности Организации Государственного Возрождения Украины и Организации бывших воинов-украинский в Америке, член Украинского свободного казачества, Пласта.
На собственные средства построил воинские Святыню участникам Буковинского куреня — Церковь-Памятник св. Апостолов Петра и Павла в Кергонксоне, штат Нью-Йорк, США. Освящение состоялось 12 июля 1975 на праздник св. Петра и Павла.

## После обретения Украиной независимости
В 1995 году в Черновцах был поставлен памятник буковинцам, которые в разные временные периоды боролись за получение Украиной независимости, а в 1999 году изданы его мемуары «Моё наивысшее счастье».
Умер 8 апреля 1996 в Нью-Йорке. Похоронен на украинском кладбище св. Андрея в Савт Бавн Бруке, Нью-Джерси, США.